# Interstate 469
Pour les articles homonymes, voir Route 469.
L'Interstate 469 (I-469) est une autoroute du nord-est de l'Indiana. C'est une autoroute auxiliaire de l'I-69 qui contourne Fort Wayne. Elle fait 30,83 miles (49,62 km) de long.

## Description du tracé
L'I-469 débute à la sortie 296 de l'I-69 dans le sud-ouest du comté d'Allen. L'autoroute se dirige vers l'est en multiplex avec la US 33. Elle traverse des régions agricoles et passe près de l'Aéroport international de Fort Wayne. Elle croise des routes d'État et se dirige vers le nord-est. Elle passe au sud-est de New Haven. La route commence à se diriger vers le nord et longe les limites est de New Haven. Elle croise quelques US Routes et forme des multiplex avec certaines.
L'I-469 s'oriente vers le nord en multiplex avec la US 24 et la US 30. Elle entre ensuite dans des zones commerciales au nord-est de Fort Wayne. L'autoroute traverse alors des zones résidentielles et atteint son terminus nord lorsqu'elle rencontre l'I-69.

## Liste des sorties
| Interstate 469                            |                    |       |       |        | | |
| Comté                                     | Municipalité       | mi    | km    | Sortie | Intersections / Destinations                                                                       | Notes |
| Allen                                     | Lafayette Township | 0,00  | 0,00  | 0      | I-69 / US 33 nord – Fort Wayne, Indianapolis                                                       | Terminus sud du multiplex avec US 33; indiqué sortie 0A (I-69 sud) et 0B (I-69 nord / US 33 nord); la route continue comme Lafayette Center Road; sortie 296A-B de l'I-69 |
| Allen                                     | Lafayette Township | 0,99  | 1,59  | 1      | Lafayette Center Road est                                                                          | |
| Allen                                     | Lafayette Township | 1,85  | 2,98  | 2      | Indianapolis Road                                                                                  | |
| Allen                                     | Pleasant Township  | 6,63  | 10,67 | 6      | SR 1 (en) sud / Bluffton Road – Fort Wayne, Bluffton, Ossian, Aéroport international de Fort Wayne | |
| Allen                                     | Pleasant Township  | 9,21  | 14,83 | 9      | Winchester Road                                                                                    | |
| Allen                                     | Marion Township    | 11,57 | 18,62 | 11     | US 27 / US 33 sud – Fort Wayne, Decatur                                                            | Terminus nord du multiplex avec US 33 |
| Allen                                     | Marion Township    | 13,27 | 21,35 | 13     | Marion Center Road                                                                                 | |
| Allen                                     | Adams Township     | 15,77 | 25,38 | 15     | Tillman Road                                                                                       | |
| Allen                                     | New Haven          | 17,70 | 28,49 | 17     | Minnich Road                                                                                       | |
| Allen                                     | New Haven          | 19,42 | 31,26 | 19     | US 30 est / SR 930 (en) ouest (Lincoln Highway) – New Haven, Fort Wayne                            | Terminus sud du multiplex avec US 30; indiqué sortie 19A (US 30) et 19B (SR 930) en direction sud                                                                         |
| Allen                                     | New Haven          | 20,87 | 33,59 | 21     | US 24 est                                                                                          | Terminus sud du multiplex avec US 24 |
| Allen                                     | Fort Wayne         | 24,56 | 39,55 | 25     | SR 37 (en) nord (Maysville Road) – Fort Wayne                                                      | |
| Allen                                     | Fort Wayne         | 28,56 | 45,97 | 29     | Maplescrest Road                                                                                   | Indiqué sortie 29A (nord) et 29B (sud) en direction sud |
| Allen                                     | Fort Wayne         | 30,57 | 49,19 | 31A    | I-69 nord – Lansing                                                                                | Sortie direction nord, entrée direction sud; sortie 315 de l'I-69 |
| Allen                                     | Fort Wayne         | 30,82 | 49,60 | 31C    | Auburn Road                                                                                        | Sortie direction nord seulement |
| Allen                                     | Fort Wayne         | 30,82 | 49,60 | 31B    | I-69 sud / US 24 ouest / US 30 ouest – Indianapolis                                                | Terminus ouest du multiplex avec US 24 / US 30; sortie 315 de l'I-69 |
| - Terminus de multiplex - Accès incomplet |                    |       |       |        | | |